# Scherma ai I Giochi panamericani giovanili
Le competizioni di scherma ai I Giochi panamericani giovanili si sono svolte dal 3 a 5 dicembre a Yumbo, in Colombia

## Podi

### Ragazzi
| Evento   | Oro              | Argento                | Bronzo                 |
| Spada    | Jorge Valderrama | Lucio Pérez            | Julio Arias Petterson  |
| Spada    | Jorge Valderrama | Lucio Pérez            | Ricardo Amador Sanchez |
| Fioretto | Dante Cerquetti  | Miguel Grajales Mena   | Diego Cervantes Lopez  |
| Fioretto | Dante Cerquetti  | Miguel Grajales Mena   | Ethan Gassner          |
| Sciabola | Hender Medina    | Roberto Monsalva Estay | Hugo Abel Castro       |
| Sciabola | Hender Medina    | Roberto Monsalva Estay | Carter Berrio          |

### Ragazze
| Evento   | Oro                     | Argento            | Bronzo                 |
| Spada    | Victoria Vizeu          | Clarismar Farias   | Rosario Del Rio Abarca |
| Spada    | Victoria Vizeu          | Clarismar Farias   | Gabriela Mendoza       |
| Fioretto | Katina Proestakisl      | Anabella Gonzalez  | Jimena Gutierrez       |
| Fioretto | Katina Proestakisl      | Anabella Gonzalez  | Melissa Blanco         |
| Sciabola | Candela Espinosa Veloso | Pietra Chierighini | Natalia Botello        |
| Sciabola | Candela Espinosa Veloso | Pietra Chierighini | Crelia Ramos           |